# Panama ved sommer-OL 2020
Panama deltog under Sommer-OL 2020 i Tokyo som blev afviklet i perioden 23. juli til 8. august 2021.

## Medaljer
| 2020 Tokyo | Guld | Sølv | Bronze | Total |
| Panama     |      |      |        |       |

### Medaljevinderne
| Panama under sommer-OL 2020 i Tokyo | Panama under sommer-OL 2020 i Tokyo | Panama under sommer-OL 2020 i Tokyo | Panama under sommer-OL 2020 i Tokyo | Panama under sommer-OL 2020 i Tokyo |
| Medalje                             | Navn                                | Sport                               | Event                               | Dato                                |
| ----------------------------------- | ----------------------------------- | ----------------------------------- | ----------------------------------- | ----------------------------------- |
| -                                   | -                                   | -                                   | -                                   | -                                   |